# دليل علم الأدوية
دليل علم الأدوية أو دليل علم الصيدلة (بالإنجليزية: Guide to PHARMACOLOGY)‏ و يرمز له بالرمز IUPHAR/BPS هو موقع ويب للوصول المفتوح يمكن لأي شخص الوصول اليه، أهمية الموقع وصف أهمية الأدوية ودواعي إستعمالها ويعتبر بنك للمعلومات الصيدلانية. تم تطوير موقع دليل علم الأدوية كمشروع مشترك بين الاتحاد الدولي للصيدلة الأساسية والسريرية (IUPHAR) و جمعية الدوائية البريطانية (BPS).

## وصلات خارجية
- الموقع الرسمي